# アレクサンドリーネ・フォン・プロイセン (1803-1892)
アレクサンドリーネ・フォン・プロイセン （Alexandrine von Preußen, 1803年2月23日 - 1892年4月21日）は、プロイセン王国の王族。全名はフリーデリケ・ヴィルヘルミーネ・アレクサンドリーネ・マリー・ヘレーネ（Friederike Wilhelmine Alexandrine Marie Helene）。プロイセン王フリードリヒ・ヴィルヘルム3世の三女で、メクレンブルク＝シュヴェリーン大公パウル・フリードリヒの妃となった。

## 生涯
1803年2月23日、フリードリヒ・ヴィルヘルム3世とその妃であったメクレンブルク＝シュトレーリッツ大公カール2世の四女ルイーゼの間に第六子として、ベルリンで誕生した。洗礼名の「アレクサンドリーネ」は代父のロシア皇帝アレクサンドル1世による。
1892年4月21日にアレクサンドリーネはシュヴェリーン宮殿（メクレンブルク＝フォアポンメルン州シュヴェリーン）で死去し、シュヴェリーン大聖堂に葬られた。

## 子女
1822年5月22日にベルリンでメクレンブルク＝シュヴェリーン大公世子パウル・フリードリヒと結婚した。夫との間には以下の二男一女をもうけた。
- フリードリヒ・フランツ （1823年 - 1883年、メクレンブルク＝シュヴェリーン大公）
- ルイーゼ・マリー・ヘレーネ （1824年 - 1859年、ヴィンディッシュ＝グレーツ侯フーゴー妃）
- フリードリヒ・ヴィルヘルム・ニコラウス （1827年 - 1879年）